# Gangchen Kyishong
Gangchen Kyishong (tibetanska: གངས་ཅན་སྐྱིད་གཤོངས) (även Gangkyi) är den plats utanför den indiska staden Dharamsala i indiska delstaten Himachal Pradesh, där den tibetanska exilregeringen har sitt säte. Namnet betyder på tibetanska "lycklig snödal".